# Klánovická
Klánovická je ulice v Hloubětíně na Praze 14, která spojuje náměstí Ve Starém Hloubětíně a ulici Poříčanskou. Od západu ji postupně protíná ulice Soustružnická a Čertouská, dále do ní ústí Chvalská a pak ji zase protíná ulice Liblická a Štolmířská. Má přibližný západovýchodní průběh.
Nazvána je podle obce Klánovice, která byla připojena k Praze v roce 1974. Ulice vznikla a byla pojmenována v roce 1930. V době nacistické okupace v letech 1940–1945 se německy nazývala Klanowitzer Straße.
Východní část ulice pozvolna stoupá ke kopci Lehovec. Charakter zástavby je pestrý, tvoří ji však převážně jednopatrové řadové domy, dominantou jsou tři věžové domy z 60. let 20. století z období výstavby sídliště Hloubětín. Ulice je v celém profilu jednosměrná, západně od ulice Chvalská směrem do centra a východně směrem na Lehovec. V západní části je autobusová zastávka Bazén Hloubětín, do 28. června 2019 se jmenovala Hloubětínská.

## Budovy a instituce
- Plavecký a sportovní areál Hloubětín, Hloubětínská 80, směrem do Klánovické je i venkovní bazén
- Křižovnický dvůr, Hloubětínská čp. 5/28
- Zdravotnické zařízení, Klánovická 487/2a
- Zubní ordinace a laboratoř, Klánovická 601/40, původně zde bývaly jesle.

## Umělecká díla
- Plastika Torzo ženy, v zeleni před zdravotním střediskem čp. 487, Klánovická 2a

## Galerie

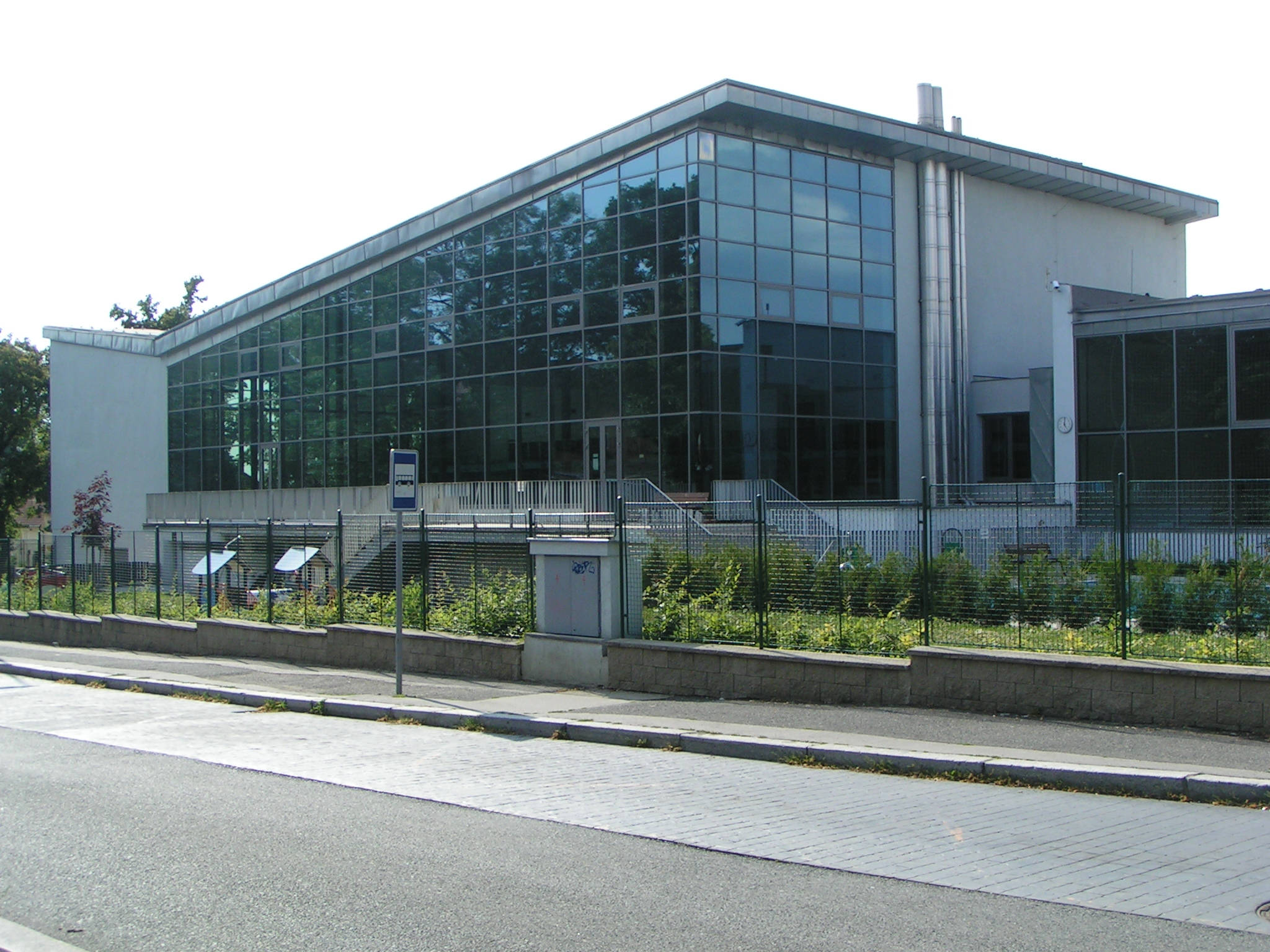
Plavecký a sportovní areál Hloubětín z roku 1976
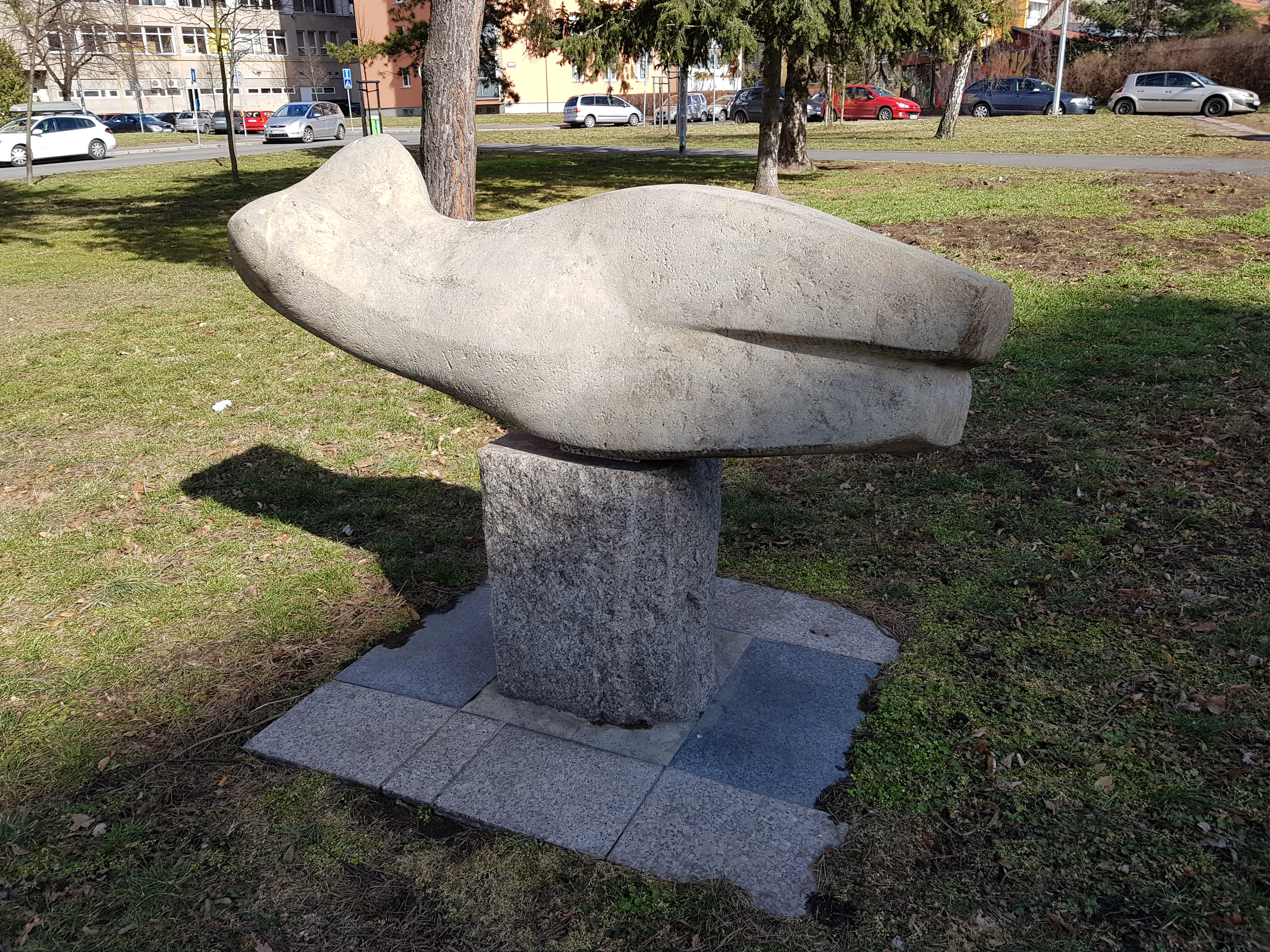
Plastika Torzo ženy
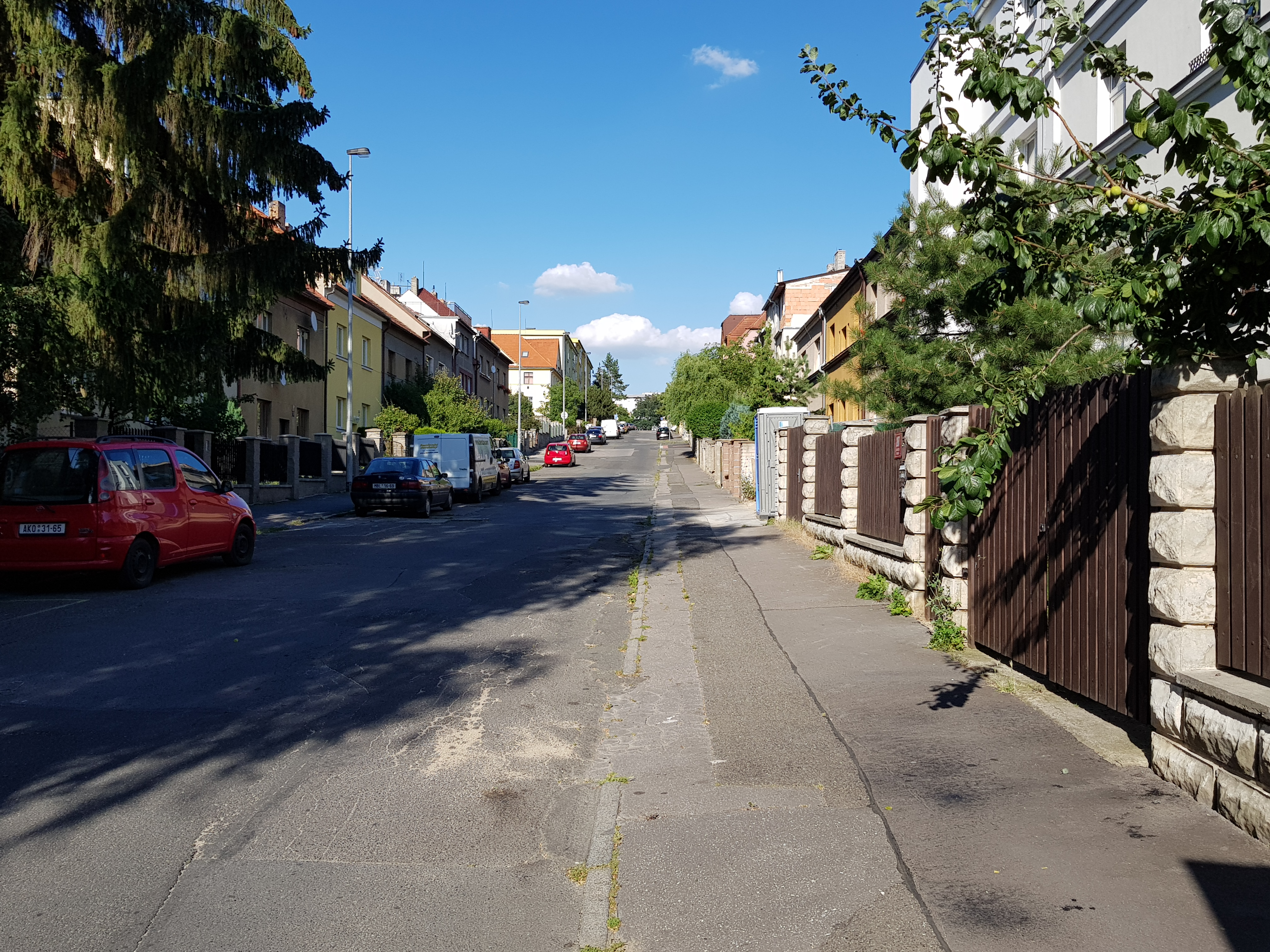
Klánovická na východ od ulice Chvalské